# Kaniel Dickens
Kaniel Dickens (Denver, Colorado, 21 de julio de 1978) es un exjugador de baloncesto estadounidense. Mide 1,98 metros, y jugaba en la posición de alero.

## Trayectoria deportiva

### Universidad
Comenzó su andadura universitaria en el pequeño centro de Tylor Community College, donde estuvo una temporada promediando 6,7 puntos y 4,3 rebotes por partido. Tras esa temporada fue transferido a la Universidad de Idaho, donde permaneció 2 temporadas más, antes de ser declarado elegible en el Draft de la NBA. En el total de su carrera colegial promedió 9,3 puntos y 5,7 rebotes por partido.

### Profesional
Fue elegido en la segunda ronda del Draft de la NBA de 2000, en el puesto 50, por Utah Jazz. Además, ese mismo año entró en el draft de la CBA, siendo elegido por Idaho Stampede en el puesto 42. Tras no encontrar hueco en la NBA, decide irse a jugar a Rusia, al Ural Great, y de ahí al equipo de exhibición de los Harlem Globetrotters. Al año siguiente es elegido en la octava posición del draft de la NBA D-League por Fayetteville Patriots, donde juega hasta noviembre de 2001.
A partir de ese momento inicia un paseo por diferentes ligas de todo el mundo, llegando a jugar en el Ovarense de Portugal, en el Beijing Aoshen de China, en el Joventut de Badalona de la Liga ACB, en varios equipos de la CBA y la NBA D-League, con pequeñas incursiones en la NBA en forma de contratos de 10 días. Así, jugó 3 partidos con Portland Trail Blazers en la temporada 2003-04 y 11 con New Jersey Nets en la temporada 2004-05.
El 22 de febrero de 2008 firmó un contrato de 10 días con Cleveland Cavaliers en parte debido al intercambio de jugadores que días antes había sufrido el equipo en una transacción a tres bandas. Hasta ese momento estaba jugando en los Colorado 14ers.

## Estadísticas de su carrera en la NBA

### Temporada regular
| Año     | Equipo     | PJ | PT | MPP | %TC   | %3P  | %TL   | RPP | APP | ROB | TPP | PPP |
| ------- | ---------- | -- | -- | --- | ----- | ---- | ----- | --- | --- | --- | --- | --- |
| 2003-04 | Portland   | 3  | 0  | 4.0 | 1.000 | -    | .500  | .7  | .0  | .0  | .0  | 2.3 |
| 2004-05 | New Jersey | 11 | 0  | 5.5 | .286  | .333 | 1.000 | .8  | .1  | .2  | .1  | 1.2 |
| 2007-08 | Cleveland  | 5  | 0  | 2.4 | .333  | -    | -     | .2  | .2  | .0  | .2  | .4  |
| Total   | Total      | 19 | 0  | 4.5 | .400  | .333 | .750  | .6  | .1  | .1  | .1  | 1.2 |